# 伯遠
伯遠（ボー・ユエン、1993年2月11日 - ）は、中華人民共和国の歌手。男性アイドルグループ・ZERO-GとINTO1のメンバー。

## 来歴
三亜学院を卒業後、2016年7月にZERO-Gの第二期練習生となる。2017年4月、ZERO-GのTeamGのメンバーとしてデビュー。
2019年にiQIYIのオーディション番組『青春有你』に出演し、最終順位は34位であった。2021年には、テンセントビデオのオーディション番組『創造営2021』に出演し、最終順位は7位となり、INTO1のメンバーとしてデビュー。